# Jan Lucasz. van Hasselt
Jan Lucasz. van Hasselt (voor 1600- na 1653) was een Nederlandse kunstschilder die werkzaam was aan het het hof van de Perzische dynastie van de Safawieden. Hij was daarnaast actief als handelsagent voor de dynastie in de relaties met de VOC en de Staten-Generaal van de Nederlandse republiek.

## In dienst van de sjah

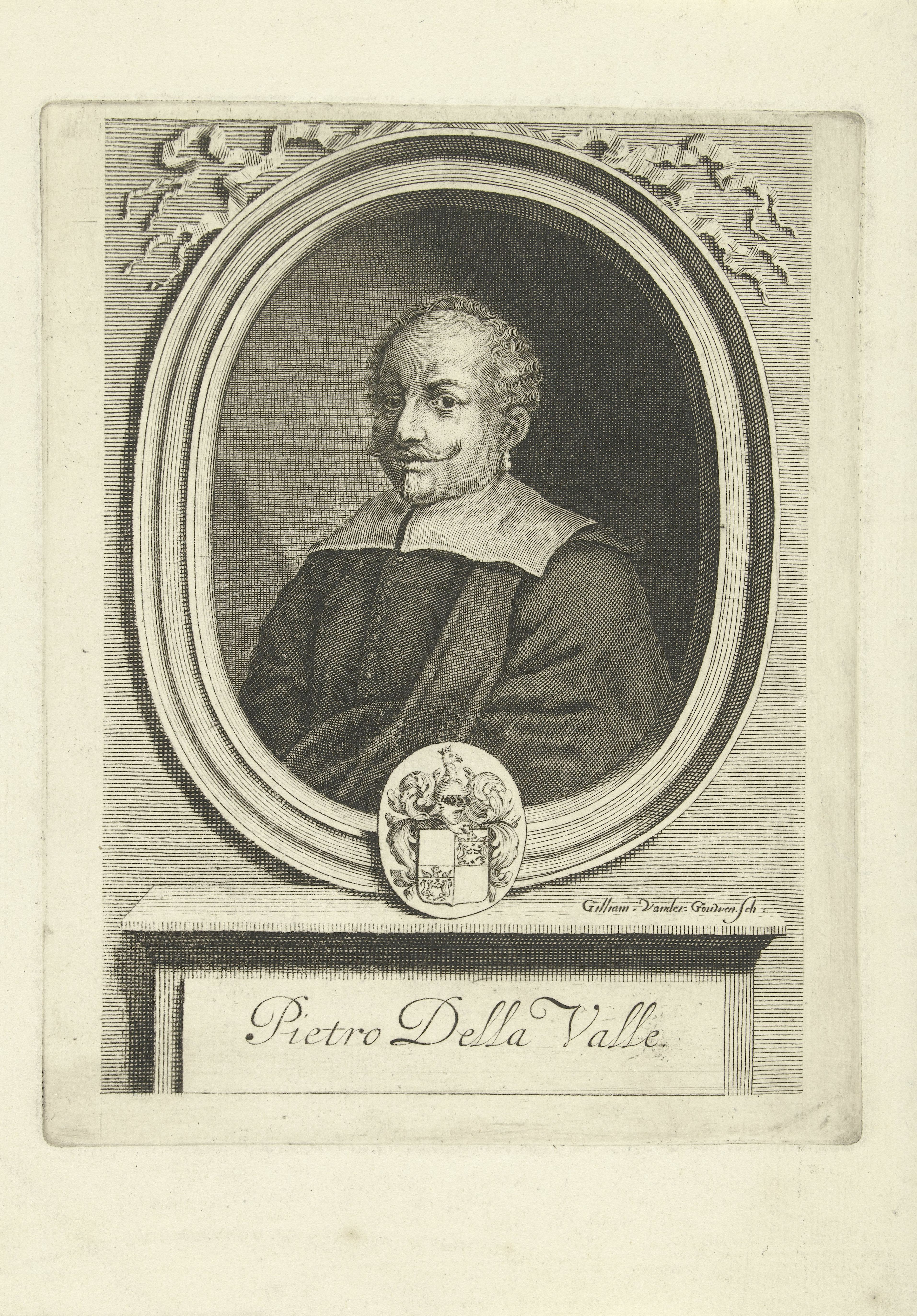
Portret van Pietro della Valle

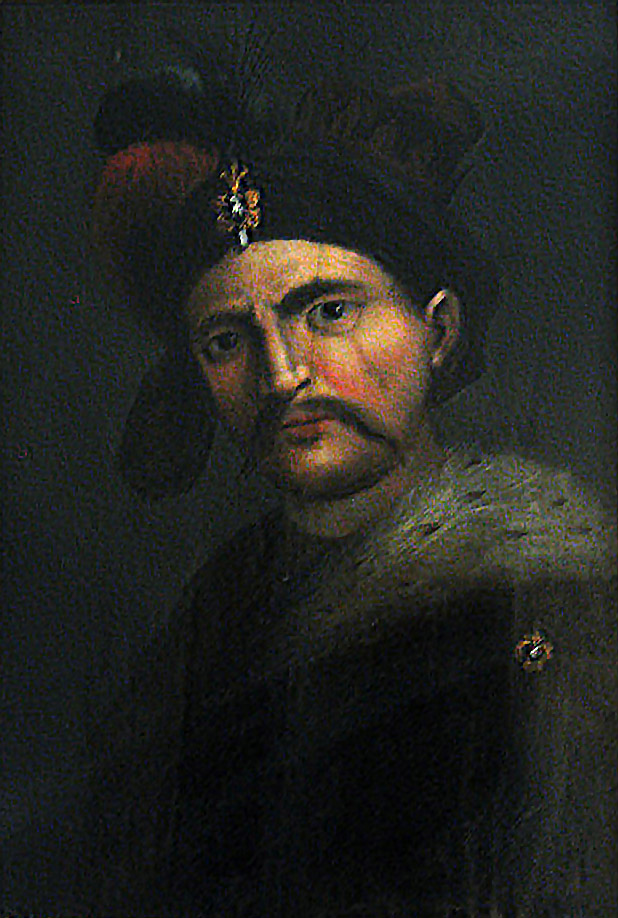
Sjah Abbas I

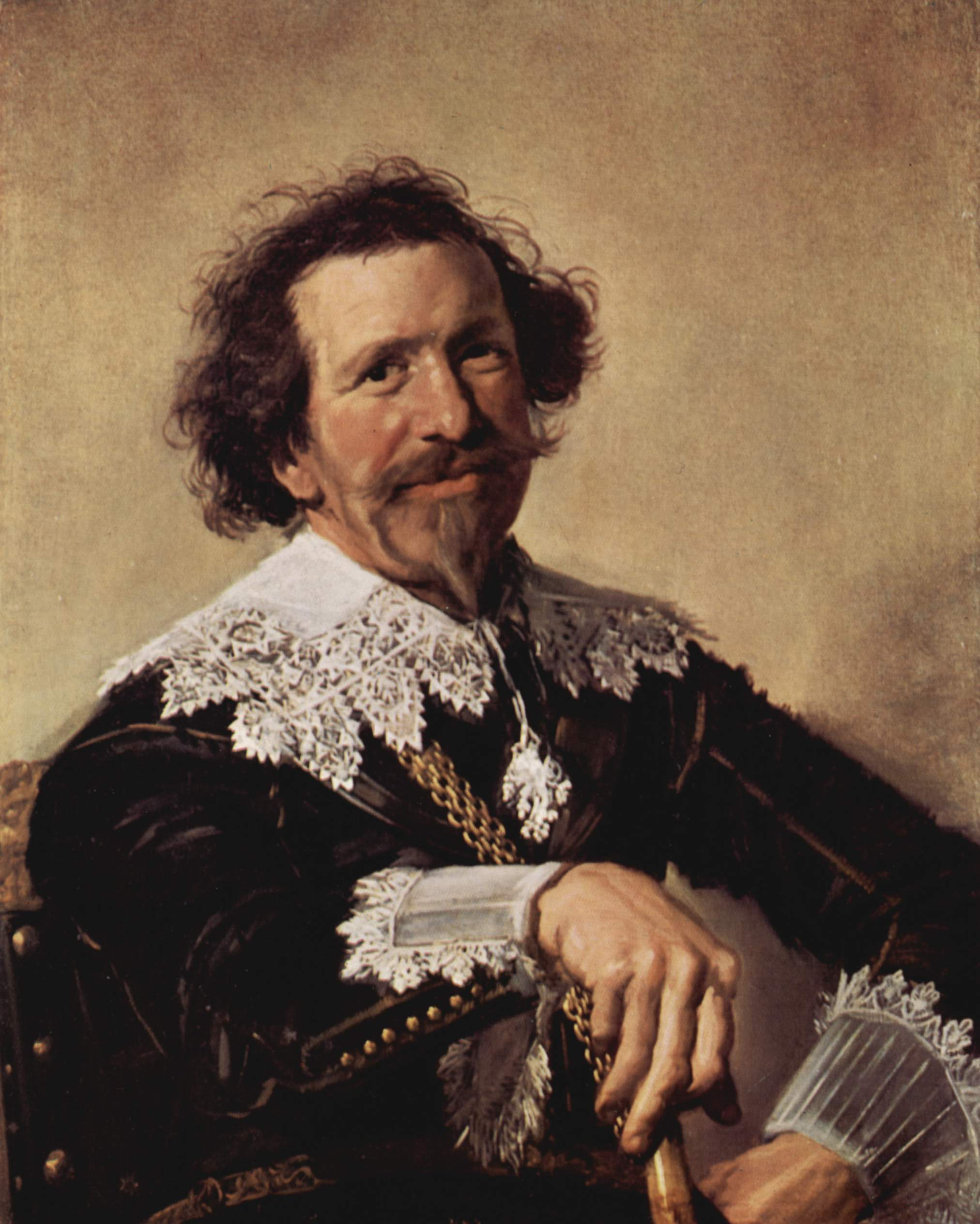
Portret van Pieter van den Broecke door Frans Hals

Van Hasselt arriveerde in 1617 in Isfahan, de toenmalige hoofdstad van het rijk. Hij was in het gezelschap  van Pietro della Valle, een Italiaanse reiziger, auteur en componist. Hij had met hem samen gereisd vanuit Italië en daarna met hem onder meer Constantinopel, Egypte, Jeruzalem, Bagdad en Aleppo bezocht. Della Valle had een grote etnografische interesse en van Hasselt maakte voor hem een aantal schilderijen die de cultuur van groepen die zij tijdens de reis ontmoetten vastlegden. Van Hasselt kwam spoedig na de aankomst in dienst van Abbas I, de sjah van Perzië. Hij zou als hofschilder van de sjah een jaarlijks salaris ontvangen van duizend zecchini, een goudstuk uit Venetië. Dat stond gelijk aan het toen exorbitant hoge bedrag van 3480 guldens, ongeveer het tienvoudige dat een kunstschilder die redelijke kwaliteit produceerde in Nederland zou verdienen.
De VOC had grote interesse in handelsrelaties met het Perzische rijk. Het ging daarbij vooral om de Perzische zijde. Het betrekken van zijde uit China verliep moeizaam en het was van belang om voor de groeiende vraag naar zijde in Europa ook een andere bron te vinden. De Perzische golf was daarnaast een geografisch uitstekende locatie voor de belangrijke intra-Aziatische handel van de VOC in met name specerijen.
In 1623 arriveerde een delegatie van de compagnie onder leiding van Huybert Visnich in Isfahan met het doel daarover een overeenkomst te bereiken. De delegatie kon geen aanbevelingsbrieven overleggen en had aanvankelijk moeite de juiste personen te spreken te krijgen. Van Hasselt, die Visnich eerder in Aleppo had ontmoet, wist echter bij de sjah gedaan te krijgen dat de delegatie op een fatsoenlijke wijze huisvesting kreeg en de vrijheid om te gaan en staan waar zij dat wensten. Er werd een overeenkomst gesloten waarin vrijheid van handelen in Perzië, onbeperkte inkoop en vrijstelling van belasting was vastgelegd. Daar stond tegenover dat de VOC voor de zijde een hogere prijs dan de marktwaarde in Perzië moest betalen aan de sjah. De sjah was meer in het algemeen ook geïnteresseerd in relaties met een aantal Europese landen, omdat hij in hen een potentiële bondgenoot zag in de Ottomaans-Perzische oorlogen. Visnich betaalde Van Hasselt een bedrag van honderd guldens voor zijn bemiddeling.
De sjah zond in 1625 een missie uit naar de Republiek onder leiding van een van de hovelingen met de naam Musa Beg. Ook van Hasselt maakte deel uit van van deze missie. Musa Beg misdroeg zich tijdens het bezoek, vroeg constant om gunsten van persoonlijke aard en was te vaak dronken In 1626 keerde van Hasselt al ruim voor de terugreis van de rest van de delegatie terug naar Perzië om de sjah in te lichten over het gedrag van Musa Beg, die daarna in ongenade viel.
De VOC kende groot belang toe aan de positie van van Hasselt en zijn relatie met de sjah in het land. Dat ging zover dat men geen schilderijen opnam in de series geschenken aan de sjah, omdat men bevreesd was dat de sjah de kwaliteit van die schilderijen hoger zou achten dan die van van Hasselt. Dat zou tot  een aantasting van het aanzien van van Hasselt kunnen leiden.
Het verging de VOC goed in Perzië. Er was spoedig een factorij in de havenstad Bandar Abbas en in Shiraz en Lar vestigde de VOC steunpunten op de weg naar Isfahan. De winst van de factorij in Bandar Abbas was uitzonderlijk hoog. Tussen 1626 en 1636 werd gemiddeld 35% winst gemaakt. Later in de zeventiende eeuw steeg dit tot ruim 200%. Vooral de specerijen uit Oost-Indië waren in Perzië geliefd. Naast zijde kocht de VOC in Perzië rozenolie, tapijten en parels en leverde aan de Perzen kruidnagel, nootmuskaat, foelie, suiker, peper, gember, koffie, thee, tabak, kamfer, indigo, tamarinde, sandelhout, tin, koper, zilver, goud, laken, wapens, porselein en Japans lakwerk. Veel van deze producten vonden via Perzië hun weg naar Arabisch gebied, het Ottomaanse rijk en Centraal-Azië.
Er werd echter ook door personeel van de VOC voor eigen rekening gehandeld en ook daarbij werden grote winsten ten koste van de compagnie gemaakt. Hoewel niet in dienst van de VOC werd dat ook door Van Hasselt gedaan. Vooral Visnich en daarna van Hasselt hadden een zeer aanzienlijk eigen vermogen opgebouwd in de jaren na 1623. Pieter van den Broecke, de opperkoopman van de VOC in Suratte, was daarvan op de hoogte. Hij hoopte de positie van Visnich over te nemen en trachtte met behulp van van Hasselt die te ondermijnen. Hij haalde van Hasselt over een brief naar de Heren XVII te schrijven inzake de illegale activiteiten van Visnich. Tegen 1630 was de positie van Visnich onmogelijk geworden. Hij verliet zijn post in Perzië en vluchtte naar het Ottomaanse deel van Irak. Hij werd daar gearresteerd op verdenking van spionage en geëxecuteerd.
In 1630 reisde van Hasselt, met van den Broecke, opnieuw naar Nederland. Hij had een machtiging bij zich als gezant van sjah Abbas I. Deze was echter het jaar daarvoor overleden. Van Hasselt beweerde dat deze machtiging ook de instemming had van de opvolger, sjah Safi. Van Hasselt presenteerde zich niet als een simpele delegatie maar als een echte ambassadeur die de sjah vertegenwoordigde in de Republiek. Hij onderhandelde met de Staten-Generaal over nieuwe rechten voor handelaren van de Perzische natie. In 1631 nam de Staten-Generaal een resolutie aan die deze rechten ook vastlegde. Handelaren uit Perzië, dus ook van Hasselt zelf, zouden de zelfde rechten krijgen in de Republiek als Nederlandse handelaren in Perzië. Het is de enige overeenkomst tussen de Republiek en een Aziatisch land waarin sprake was van een bilaterale overeenkomst met bijbehorende rechten. Het verdrag is echter nooit in werking getreden. Er was sprake van obstructie van de zijde van de VOC, waar nu toch enige argwaan ten opzichte van van Hasselt ontstaan was. In het zelfde jaar 1631 kwamen enkele brieven van de nieuwe sjah Safi aan in Nederland. De brieven waren gericht aan stadhouder Frederik Hendrik en de Staten-Generaal. Die brieven maakten geen enkele melding van van Hasselt. Zijn positie als gezant van de sjah werd onhoudbaar. Over het leven van Hasselt na 1631 is niets bekend. Het enige bekende feit is dat in een brief uit 1653 vermeld werd dat hij nog leefde.

## van Hasselt als schilder
Er is geen enkel schilderij van van Hasselt bewaard gebleven. Uit de bronnen zijn enkele zaken bekend die hij in Perzië geschilderd zou hebben. Het handelt dan bijvoorbeeld over de dieren in de dierentuin van Abbas I. Van Hasselt heeft ook een groot deel van de decoraties geschilderd in het favoriete paleis van Abbas I in Ashfaf (het huidige Behshahr) aan de kust van de Kaspische zee.

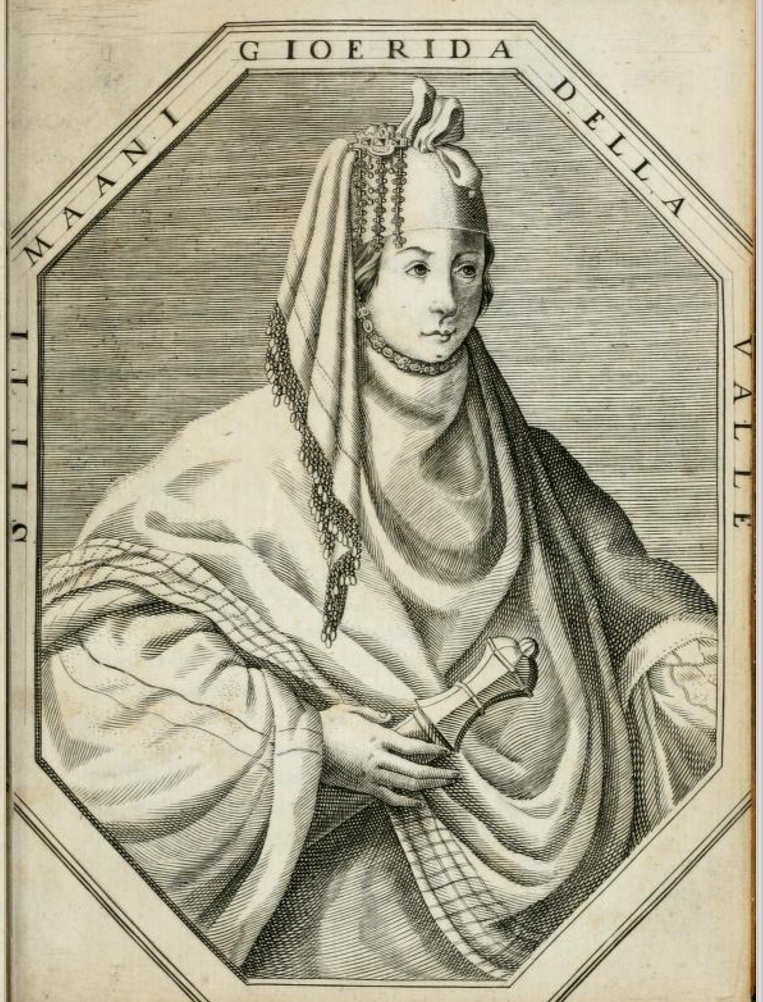
Gravure met de afbeelding van Sitti Maani Gioerida, gebaseerd op een schilderij van van Hasselt

Er is wel een afbeelding bewaard gebleven die gebaseerd is op een schilderij van van Hasselt. Tijdens hun reis in het Midden-Oosten had zijn metgezel Pietro della Valle in Bagdad een vrouw ontmoet die hij onmiddellijk adoreerde. Hij was ook met haar gehuwd. Het was een Syrisch-Orthodoxe vrouw met de naam Sitti Maani Gioerida. Della Valle had een schilderij van haar door van Hasselt laten maken dat hij verzond naar Italië om zijn familie te laten zien hoe zijn vrouw er uit zag. Sitti Maani overleed in 1621. Als della Valle in 1626 terugkeert naar Rome brengt hij het gemummificeerde lichaam van zijn vrouw mee. Della Valle was verbonden aan de Accademia degli Umoristi, een groep intellectuelen die het academisch en intellectueel klimaat in Rome tijdens de zeventiende eeuw diep beïnvloedden. In 1627 organiseert della Valle met enkele andere Umoristi een zeer uitgebreide begrafenisplechtigheid voor zijn vrouw. Hiervan wordt een uitvoerig verslag geschreven door Girolama Rocchi, een van de Umoristi. In de publicatie is een gravure met de afbeelding van Sitti Maani opgenomen die gebaseerd is op het schilderij van van Hasselt.
Bij de verzending van het schilderij aan zijn familie was een bewaard gebleven brief van della Valle waarin hij commentaar op dit schilderij van van Hasselt geeft. Dat is nogal negatief. 'Het spijt mij dat het werk niet zo goed is als ik zou willen, omdat het niet van een  getalenteerd man is, maar van de jonge Vlaamse schilder die bij mij thuis woonde '. Della Valle merkt verder op dat een zijaanzicht van het schilderij 'er verwrongen uitziet, het de natuurlijke gratie van mijn vrouw mist, het perspectief niet klopt, omdat het werk nog niet gereed was toen de schilder vertrok, maar ook omdat de schilder niet wist hoe het wel moest'. Het schilderij was tot in de achttiende eeuw aanwezig in het paleis van de familie della Valle in Rome, maar is daarna uit het zicht geraakt.

## Meer Nederlandse schilders in Perzië
Nadat duidelijk werd dat van Hasselt zijn invloed in Perzië verloren had, besloot de VOC het beleid enigszins te wijzigen. Intensieve contacten met het hof werden zover mogelijk vermeden. Zonder contacten kon het echter niet. De compagnie oordeelde verder dat Nederlandse kunstschilders daarbij een nuttige rol zouden kunnen spelen. In de periode na van Hasselt waren tot in de achttiende eeuw nog ongeveer negen andere Nederlandse kunstschilders aanwezig aan het hof van een sjah van de dynastie, waarvan Philips Angel II de bekendste is.      